# Žedno
Žedno je naselje na otoku Čiovu. Administrativno pripada gradu Trogiru u Splitsko-dalmatinskoj županiji u RH.	
Nalazi se u unutrašnjosti otoka, na uzvišenju južno od Mastrinke, jugozapadno od Arbanije, sjeveroistočno od Okruga Gornjeg, zapadno i jugozapadno od čiovskog dijela Trogira. 
Selo ima crkvu sv. Mavra (Sv. Mavar) iz 4. stoljeća u kojoj su se okupljali pustinjaci, a u središtu sela crkvu Bl. Ivana Trogirskog.
Cestovno je povezano s Arbanijom, Mastrinkom, Trogirom i Okrugom Gornjim.
U naselju nema škole, a 2008. je otvoren dječji vrtić imena "Sunce", prvi vrtić grada Trogira prema europskim pedagoškim standardima.

## Stanovništvo
Prema popisu stanovništva 2011. godine naselje je imalo 132 stanovnika.
| broj stanovnika | 171   | 161   | 120   | 146   | 158   | 217   | 375   | 248   | 290   | 296   | 268   | 191   | 136   | 91    | 110   | 132   | 152   |
|                 | 1857. | 1869. | 1880. | 1890. | 1900. | 1910. | 1921. | 1931. | 1948. | 1953. | 1961. | 1971. | 1981. | 1991. | 2001. | 2011. | 2021. |

## Znamenitosti
- Crkva sv. Mavra, zaštićeno kulturno dobro